# Hibiscus ledermannii
Hibiscus ledermannii är en malvaväxtart som beskrevs av Ulbrich. Hibiscus ledermannii ingår i Hibiskussläktet som ingår i familjen malvaväxter. Inga underarter finns listade i Catalogue of Life.